# Commune rurale d'Hämeenlinna
La commune rurale d'Hämeenlinna (finnois : Hämeenlinnan maalaiskunta, abrev. Hämeenlinnan mlk ) est une ancienne municipalité du Kanta-Häme en Finlande.

## Histoire
Le 1er janvier 1948, la commune rurale d'Hämeenlinna est abolie et son territoire est réparti entre Hämeenlinna, Renko et Vanaja. 
En 1967,  Vanaja fusionnera avec Hämeenlinna et en 2009 Renko fusionnea à son tour avec Hämeenlinna et ainsi les territoires de la commune rurale d'Hämeenlinna sont tous intégrés à Hämeenlinna. 
Au 1er janvier 1972, la superficie de la commune rurale d'Hämeenlinna était de 108,87 km2 et au 31 janvier 1972 elle comptait 3 276 habitants.